# عبد الله سلام ناجي
عبد الله سلام ناجي هو شاعر يمني. ولد عام 1939 في قرية صبران في محافظة تعز. تلقى تعليمه الأولي على يد والده، ثم انتقل إلى عدن وتلقى تعليمه الأساسي، وأكمل دراسته الثانوية في مصر، وسافر إلى سوريا والتحق بجامعة دمشق ونال درجة البكلاريوس في الهندسة الجيولوجية. بدأ حياته العملية في وزارة النفط في عدن عام 1970، ثم غادرها إلى صنعاء وعمل بشركة النفط اليمنية في صنعاء. وهو عضو مؤسس في اتحاد الأدباء والكتاب اليمنيين. صدرت له عدة كتب ودراسات. وله مساهمات في كتابة القصيدة الغنائية.